# Fernando Coutinho (marechal)
D. Fernando Coutinho (a. 1475 — Calecute, 4 de janeiro de 1510) foi um aristocrata, alcaide-mor de Pinhel e descendente dos primeiros condes de Marialva, que ao serviço do rei D. Manuel I de Portugal se distinguiu como militar, tendo sido o 6.º marechal do Reino e 3.º capitão do donatário da ilha Graciosa, cargo que deteve entre 1507 e 1510.

## Biografia
D. Fernando Coutinho foi filho primogénito de D. Álvaro Gonçalves Coutinho, 5.º marechal de Portugal, e de sua esposa Brites de Meneses. Era neto do homónimo D. Fernando Coutinho, filho secundogénito de D. Vasco Coutinho, o 1.º conde de Marialva e 3.º marechal de Portugal, que ao falecer, deixou o título de conde ao primogénito e o ofício de marechal de Portugal ao secundogénito. Este por sua vez obteria em 1458 a alcaidaria-mór de Pinhel, unificando as qualidades de marechal e de alcaide-mór, durante várias gerações.
Fernando Coutinho exerceu o cargo hereditário de marechal de Portugal ao serviço do rei D. Manuel I. Em reconhecimento pela sua bravura e determinação como militar, por carta de D. Manuel I, datada de Abrantes a 28 de setembro de 1507, recebeu por mercê hereditária e em pagamento dos serviços passados e futuros, a capitania da ilha Graciosa, que vagara por morte de Duarte Correia, sem geração.. Foi antecedido no cargo por Duarte Correia da Cunha, tendo-lhe seguido Álvaro Coutinho por falta de descendentes de Duarte da Cunha. Seguiu assim outra linhagem, embora dentro da mesma parentela.
Em 1509 foi o mais alto dignitário do reino até então enviado para a Índia. Partiu do Reino com quinze naus e mil e seiscentos soldados, chegando a Cochim em novembro daquele ano, tendo como uma das missões a entrega do governo da Índia a Afonso de Albuquerque que, após ter sido nomeado governador, fora preso pelo vice-rei D. Francisco de Almeida que se recusava a abandonar o cargo. 
Conseguiu a libertação do novo governador e, no início do ano seguinte participou com Albuquerque na tentativa de conquista de Calecute. Porém, durante a retirada, aventurou-se no interior da cidade e foi alvo de uma emboscada, onde morreu por ferimentos em combate. Afonso de Albuquerque, ao tentar salvá-lo, ficou gravemente ferido e teve que retirar.
D. Fernando Coutinho casou com D. Maria de Noronha, com quem teve 6 filhos, entre os quais D. Álvaro Coutinho, 7.º marechal de Portugal e D. Brites da Silveira, a 1.ª condessa de Sortelha. Foi sucedido nos cargos por seu filho  D. Álvaro Coutinho.